# Plusia japonibia
Plusia japonibia là một loài bướm đêm trong họ Noctuidae.